# رودان‌یوکی
رودان‌یوکی (انگلیسی: Raudanjoki) رودخانه‌ای در رووانیمی فنلاند است. که خود شاخه‌ای از رود کمی‌یوکی در لاپ‌لند فنلاند است.